# 23410 Vikuznetsov
23410 Vikuznetsov è un asteroide della fascia principale. Scoperto nel 1978, presenta un'orbita caratterizzata da un semiasse maggiore pari a 2,2649570 UA e da un'eccentricità di 0,2492566, inclinata di 3,91067° rispetto all'eclittica.